# Палеокастрон
Палеокастрон — руины сторожевого укрепления X—XIII века, находящиеся на Южном берегу Крыма над северо-западной окраиной поселка Никита выше Южнобережного шоссе. Название происходит от греч. παλαἰὂς ϰάστρον — «старая крепость». Решениями Крымского облисполкома № 595 от 5 сентября 1969 года и № 16 от 15 января 1980 года (учётный № 486) укрепление «Палеокастрон» X—XV века объявлено историческим памятником регионального значения.

## Описание
Укрепление расположено на скалистой возвышенности, ограниченной с юга, запада и востока обрывами высотой 50—100 м, под которыми труднопроходимый каменный хаос. Доступ на утёс возможен только с крутого северо-западного склона, который был перегорожен стеной (в настоящее время выглядит, как развал камня) длиной около 20 м. Лев Фирсов приводит другие данные: длина 38 м, нижние ряды кладки, в основном наружного панциря, прослеживаются местами на длину до 7 м, при толщине стены около 1,5 и расчётная высота 5—6 м. Стены были сложены из крупного («глыбы») бута на известковом растворе, размеры защищённой площадки 28 на 12 м, Фирсов приводит размеры 34 на 15 м. Вдоль южной стены возвышаются скальные гребни высотой от 2,5 до 6 м и шириной от 1 до 7 м (которые Пётр Кеппен принял за оборонительные стены), а в месте их схождения имеется выход в кулуар, некогда заложенный парапетом длиной около 5 м и толщиной 1 м из глыб на известковом растворе (кое-где сохранился нижний ряд камней). Лучше сохранившиеся стенки перекрывали ещё две расселины в северо-западной части крепости (общей длиной 7 м). Вход, размером калитки, размещался в западной стене на фланге, к нему снаружи вели каменные ступени. Внутри укрепления площадка довольно круто наклонена к северу, культурный слой отсутствует (смыт), не обнаружено и следов построек. В местах выноса грунта найдены обломки средневековой керамики (в большинстве черепицы), аналогичной наборам керамики из других южнобережных исаров. Лев Фирсов предполагал, что Палеокастрон являлся передовым сторожевым пунктом крепости Рускофиль-Кале, построенным в X веке. Подробные археологические раскопки на укреплении не производились.

## История изучения
Первое сообщение о существовании развалин на холме оставил Пётр Кеппен в книге «О древностях южнаго берега Крыма и гор Таврических» 1837 года. Учёный (ошибочно) считал, что стены укрепления имеют ромбовидную форму; также Кеппен указывал, что некоторые участки стен сложены насухо для возможного сбрасывания камней на врага. Вход учёный располагал в северо-западной стене.

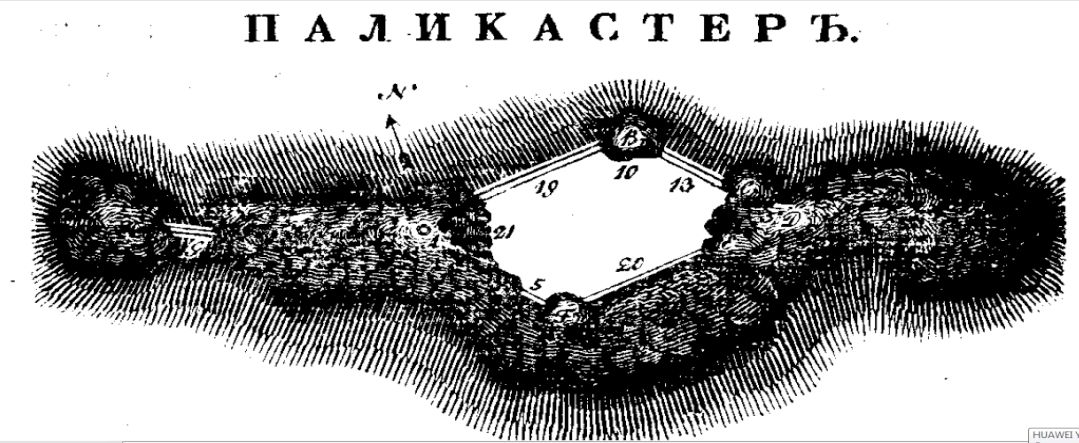
План исара Палеокастрон, Пётр Кеппен, 1837 г.

Следующее упоминание в научной литературе принадлежит Н. Л. Эрнсту, который в книге «Социалистическая реконструкция Южного берега Крыма» 1935 года упоминал «интересные остатки средневекового укрепления Палеокастрон», как возможный туристический объект, упоминал о памятнике Н. И. Репников в статье «Работы на южном берегу Крыма» того же года. В. Н. Дьяков в статье «Таврика в эпоху римской оккупации» 1942 года относил Палеокастрон к античному времени. О. И. Домбровский, также в статье «Средневековые поселения и „Исары“ Крымского Южнобережья» просто упоминает укрепление в паре с крепостью на Никитском мысу (Рускофиль-Кале). Наиболее полное описание памятника оставил Л. В. Фирсов в вышедшей посмертно книге «Исары — Очерки истории средневековых крепостей Южного берега Крыма».